# 海食柱

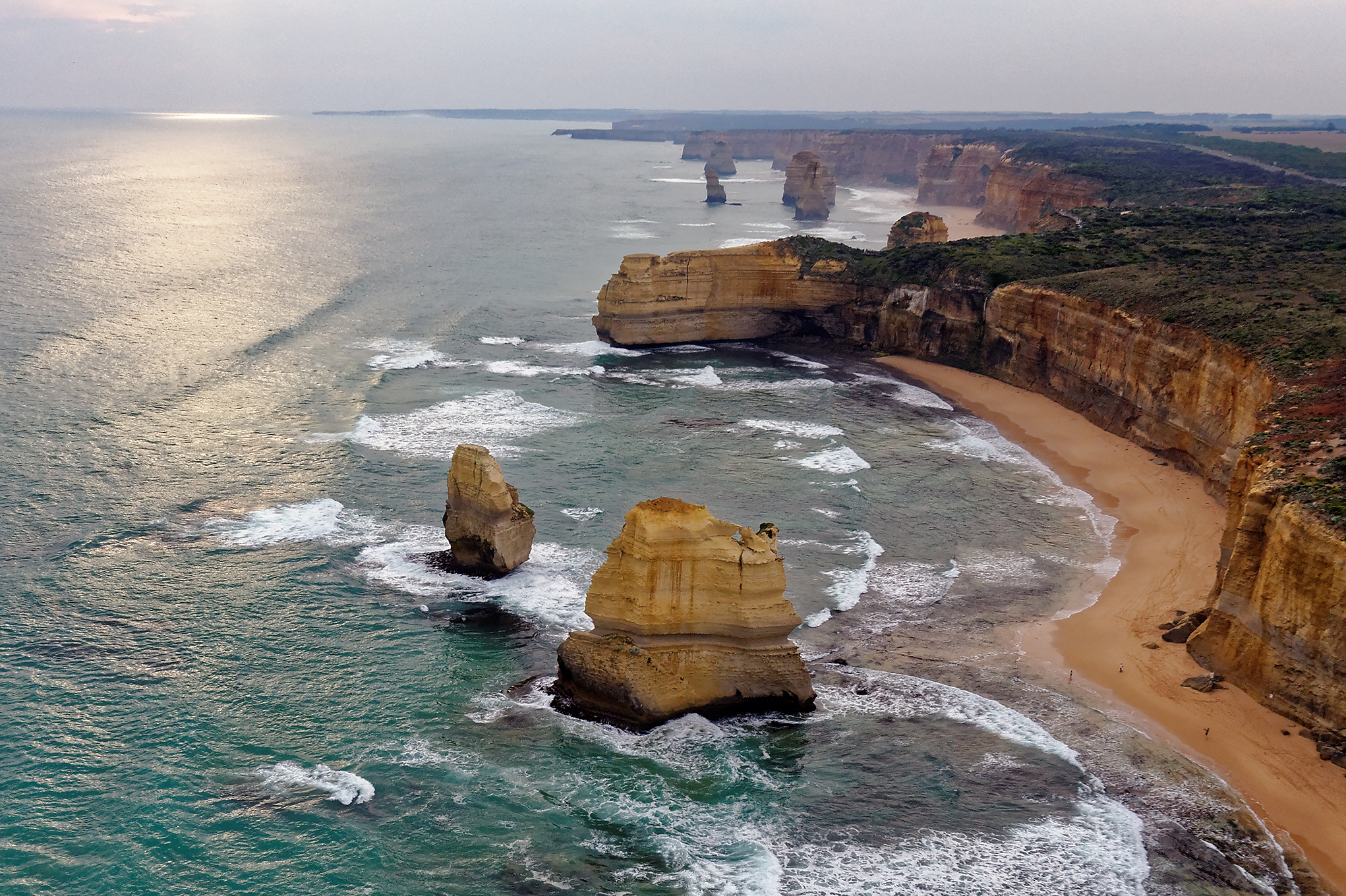
ザ・トゥエルブ・アポストルズ

海食柱（かいしょくちゅう、Sea stack）とは、海によって岩盤が侵食されて形成された、急峻な斜面を持つ（時には垂直に立ち上がっている）柱のような形状の岩、または、そのような地形である。ほとんどの海食柱は海岸の近くに存在する。海食柱は、ゆくゆくは侵食されて消滅してしまうので、海による侵食の過程の途中と見ることもできる。なお、海食柱を「海蝕柱」などと表記する場合もあるが、本項では「海食柱」という表記に統一する。

## 概説

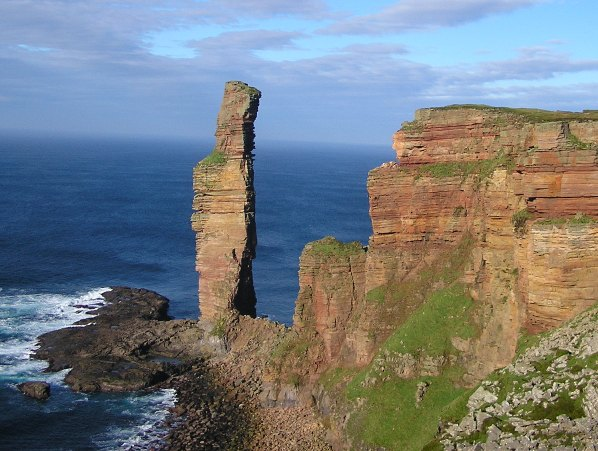
オールド・マン・オブ・ホイ

海食柱は、条件が揃えば、沿岸部に自然に（天然に）形成され得る。海食柱の形成過程は、まず岬のような海に突き出た突端部に存在する、岩の小さな割れ目や隙間に、海の波がぶつかることで始まるのが普通である。この割れ目は、徐々に広がり、そして小さな洞窟となる。さらに侵食されると、この洞窟が海に突き出た突端部を貫通して、天然のアーチが形成される。もっと侵食が進むと、アーチが崩落して、硬い岩でできているアーチの支柱の部分が残り、これが海岸から立ち上がっている状態となる。この状態こそが海食柱である。ただ、この海食柱もそのうち侵食されて、結局は基部を残すのみとなってしまう。この基部は、通常小さな岩礁であり、満潮になれば海に没してしまうようになる。

## 構成する岩石
一般的な海食柱は、堆積岩（特に石灰岩）や火成岩からできている。これらの岩は、中間的な硬度を持っており、また侵食に対しても中間的な耐性を持っている。なお、侵食に対してもっと耐性を持った層があった場合は、海食柱の上に冠石を形成することがある。これに対して、より柔らかい粘土のような岩は、Slumpを形成する傾向にある。（ただし、通常の場合よりも短期間で海食柱を形成してしまう場合もある。）逆に、より硬い花崗岩のような岩は、海食柱とは全く違った侵食のされかたをする。

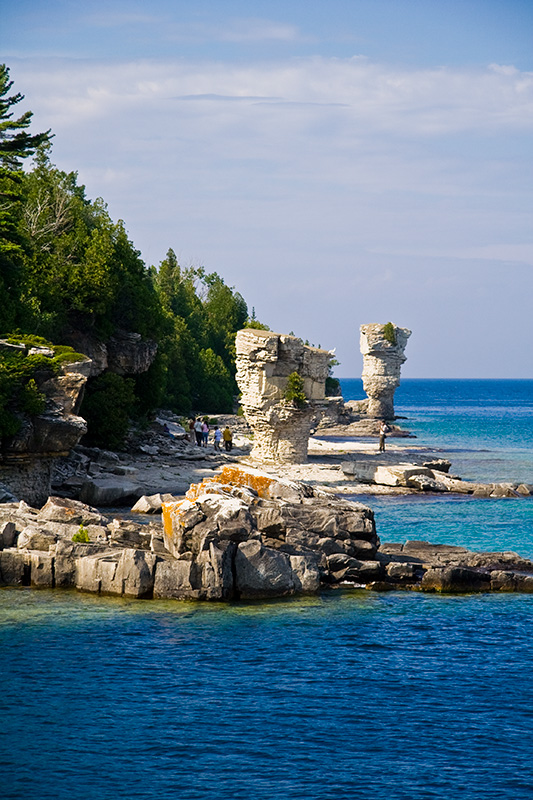
フラワーポット・アイランド

## 利用
小さな島のような（陸とは離れた）海食柱には、陸上動物が近付きにくいので、しばしば海鳥にとって重要な営巣場所となる。また、海食柱は急峻なので、ロッククライミングが行われる場所としてもよく知られている。また、奇岩として有名な海食柱も存在し、そのような海食柱は観光名所の1つとして利用される場合もある。

## その他
海食柱と似た地形は、大きな湖で形成される場合もある。例えば、五大湖のうちヒューロン湖に面した、カナダのオンタリオ州のジョージア湾に存在する、フラワーポット・アイランド（Flowerpot Island）がそれである。なお、フラワーポットとは植木鉢のことで、見た目が植木鉢に見えることから、この名称が付けられた。
さらに、海食柱と似た地形は、水が供給されないような場所でも、風食が起こったりすることで形成される場合がある。

## 海食柱の例

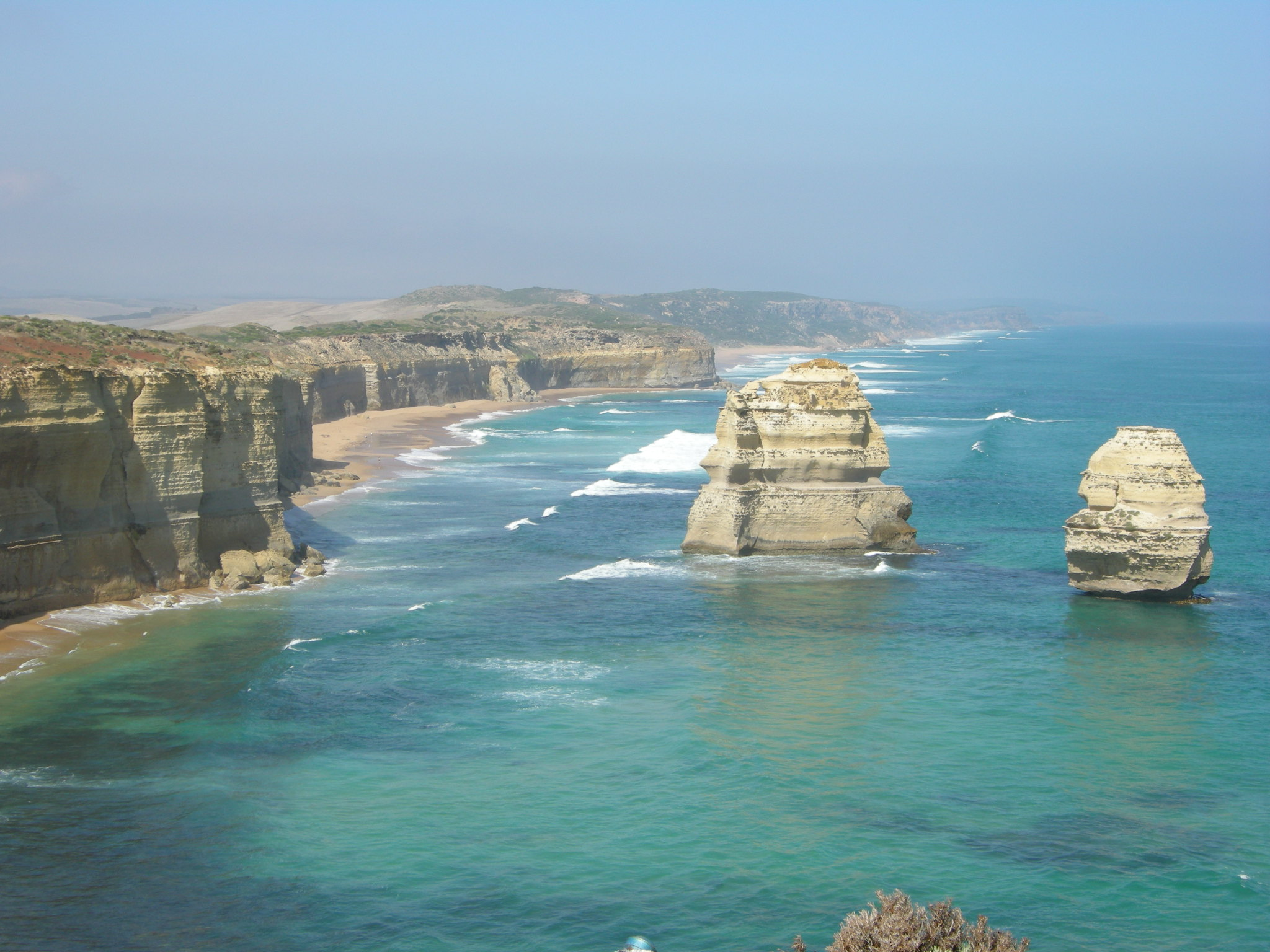
ザ・トゥエルブ・アポストルズ
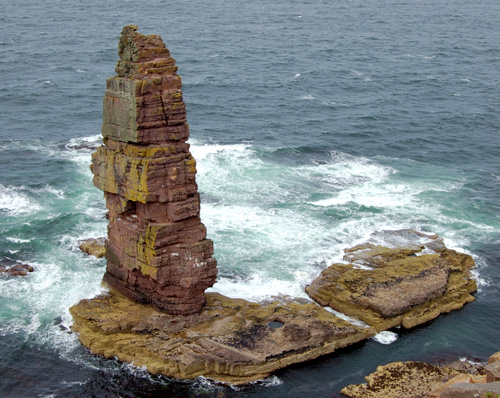
Am Buachaille
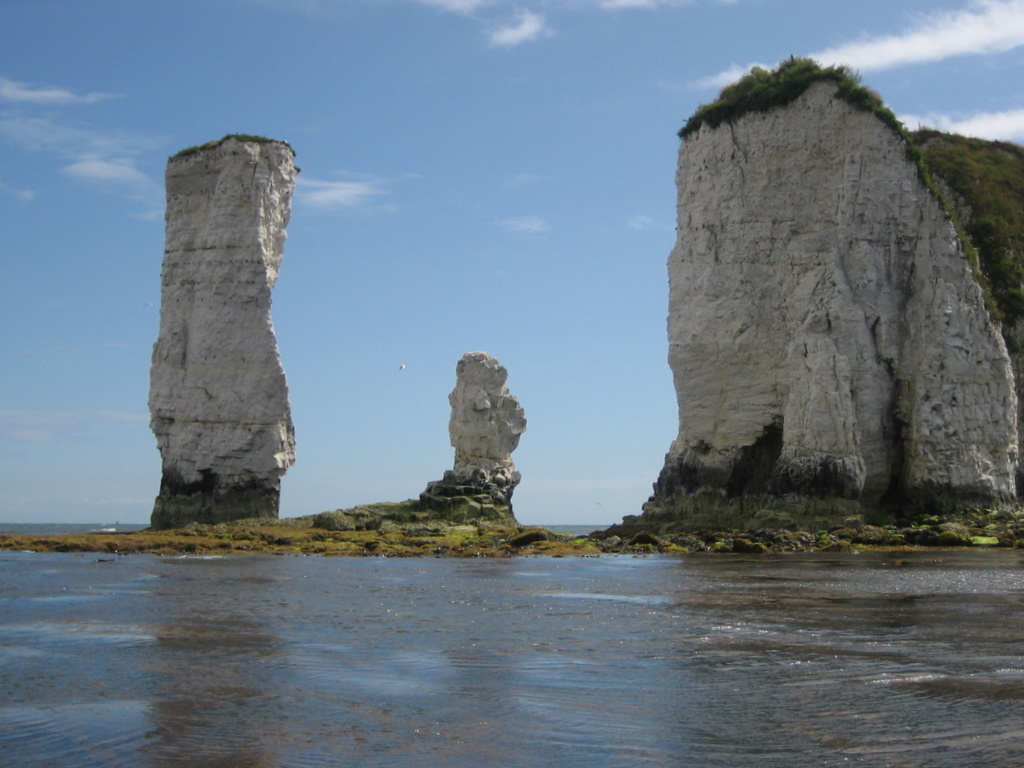
オールド・ハリー・ロックス
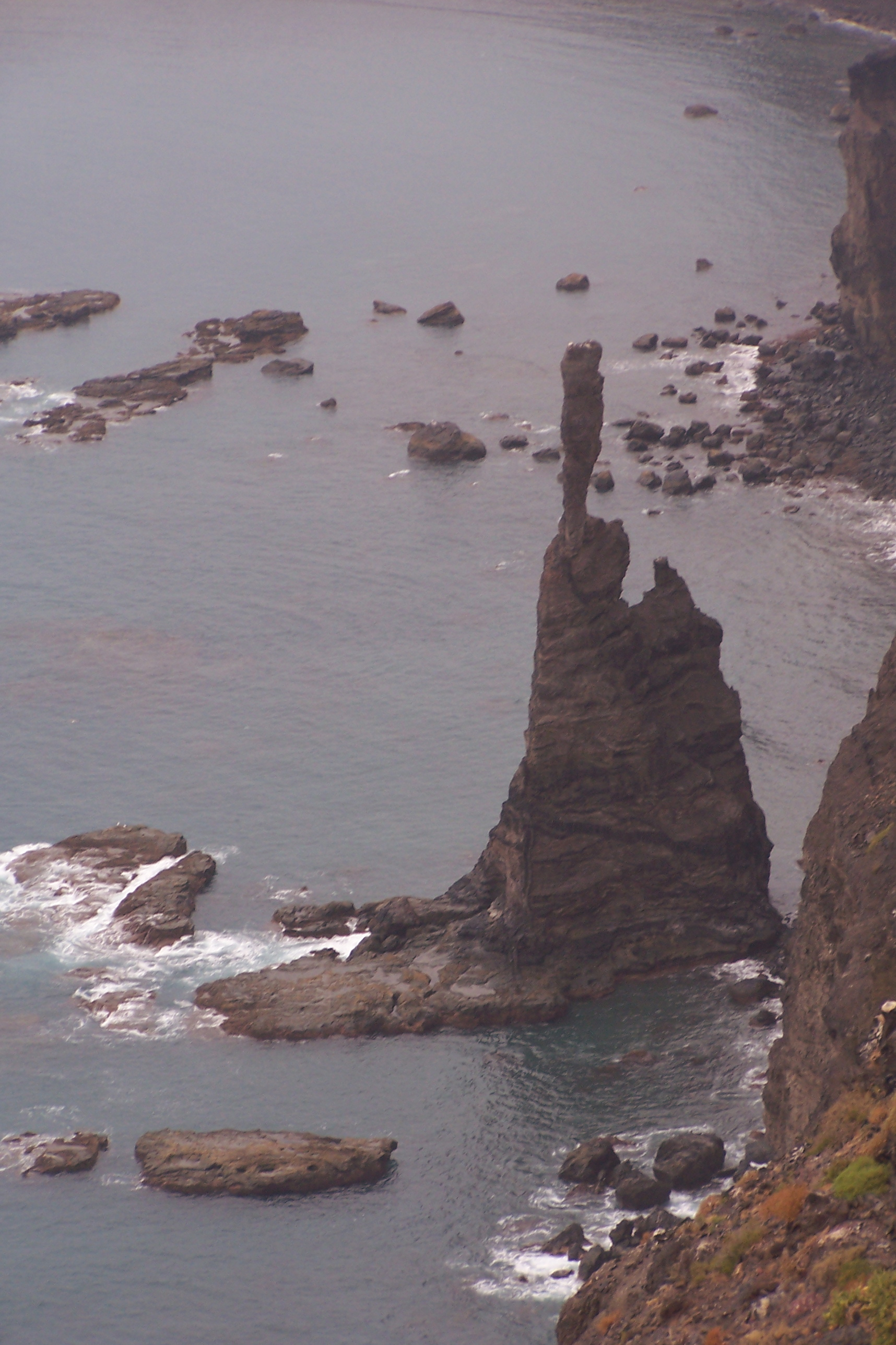
El Dedo de Dios
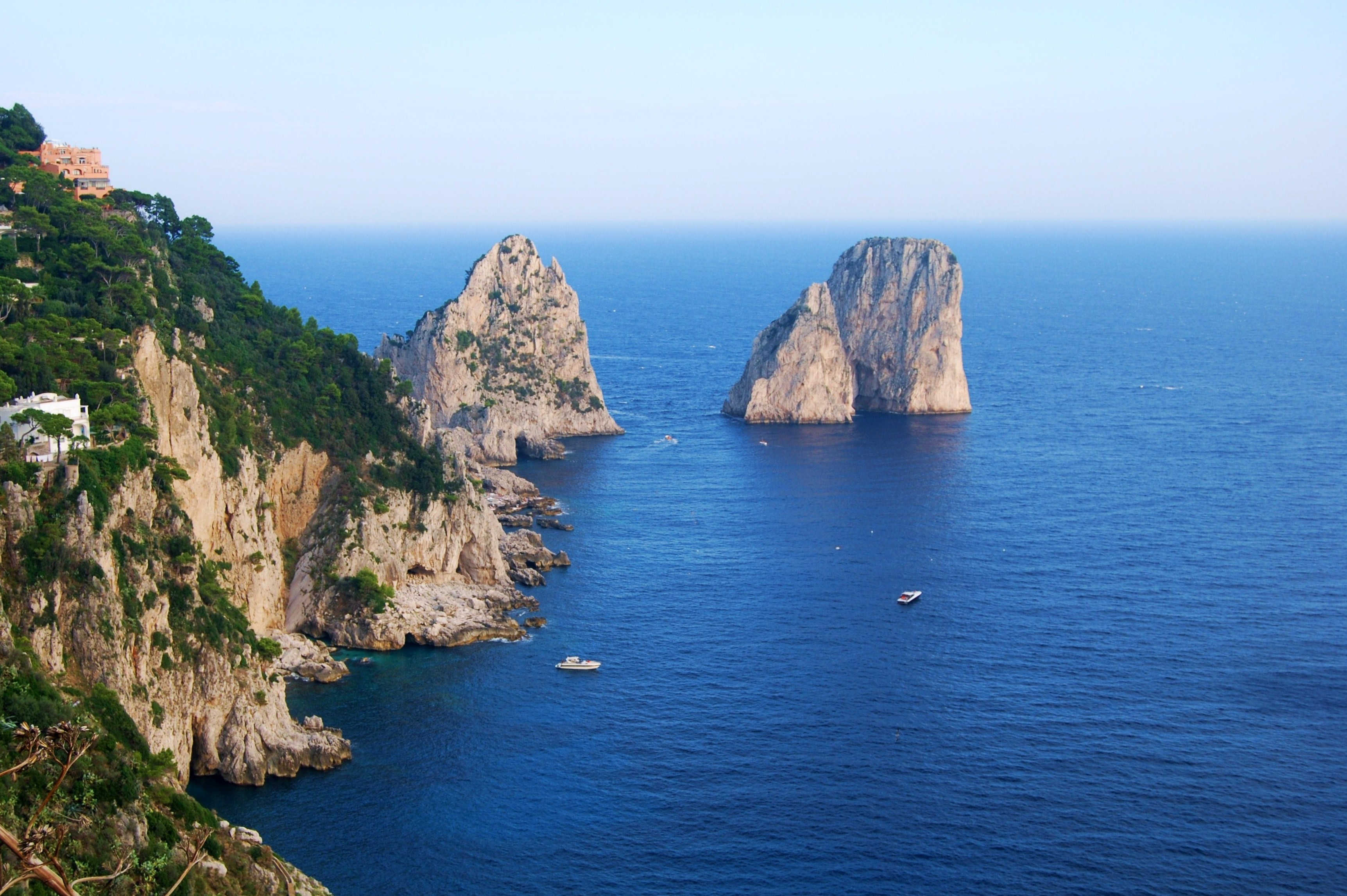
ファラリョーニ
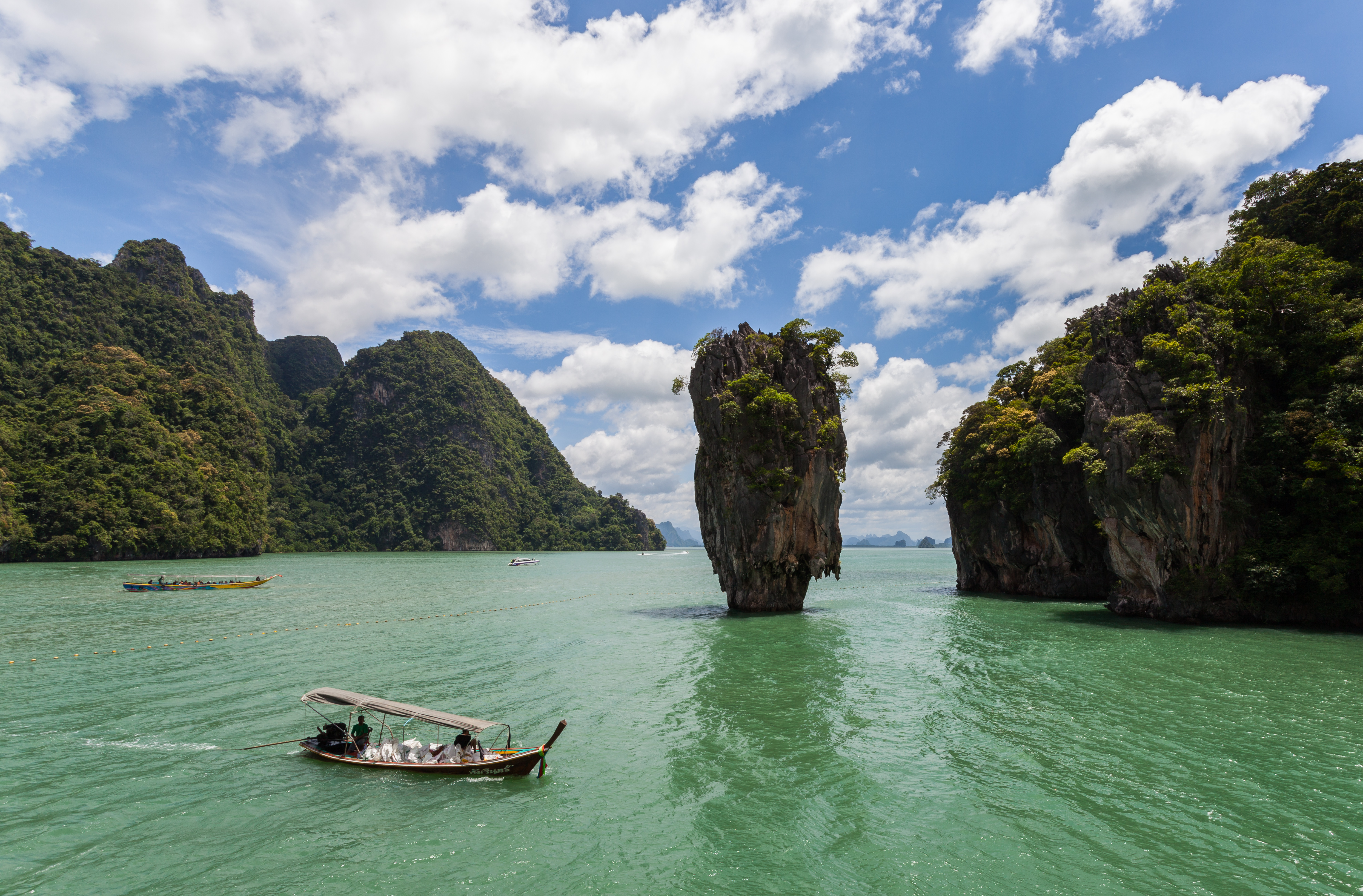
タプー島
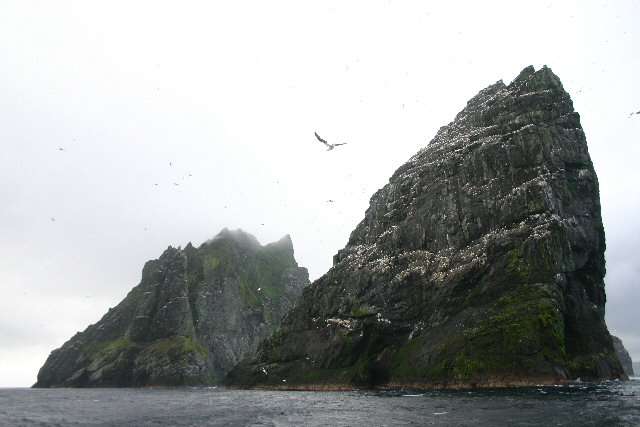
スタック・アン・アーミン
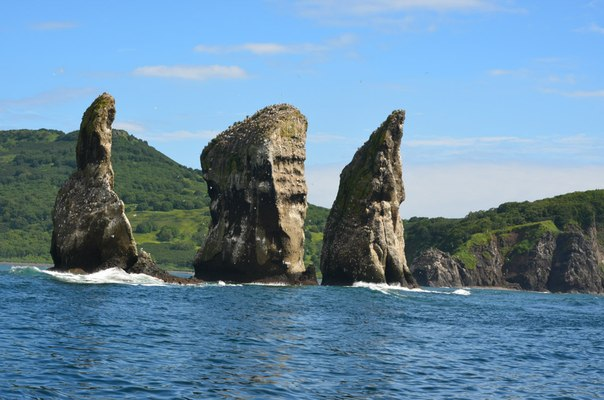
三人兄弟岩
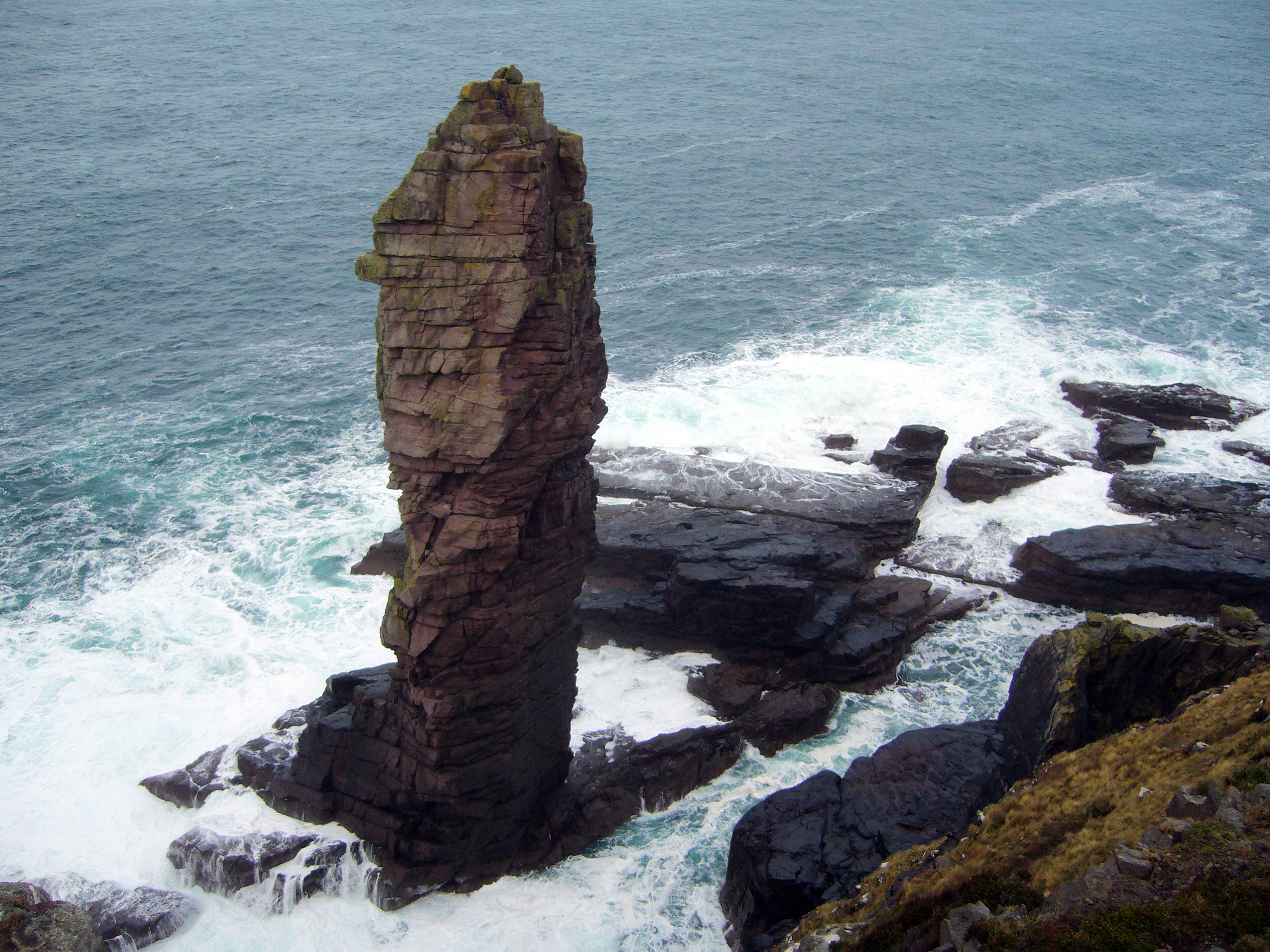
Old Man of Stoer
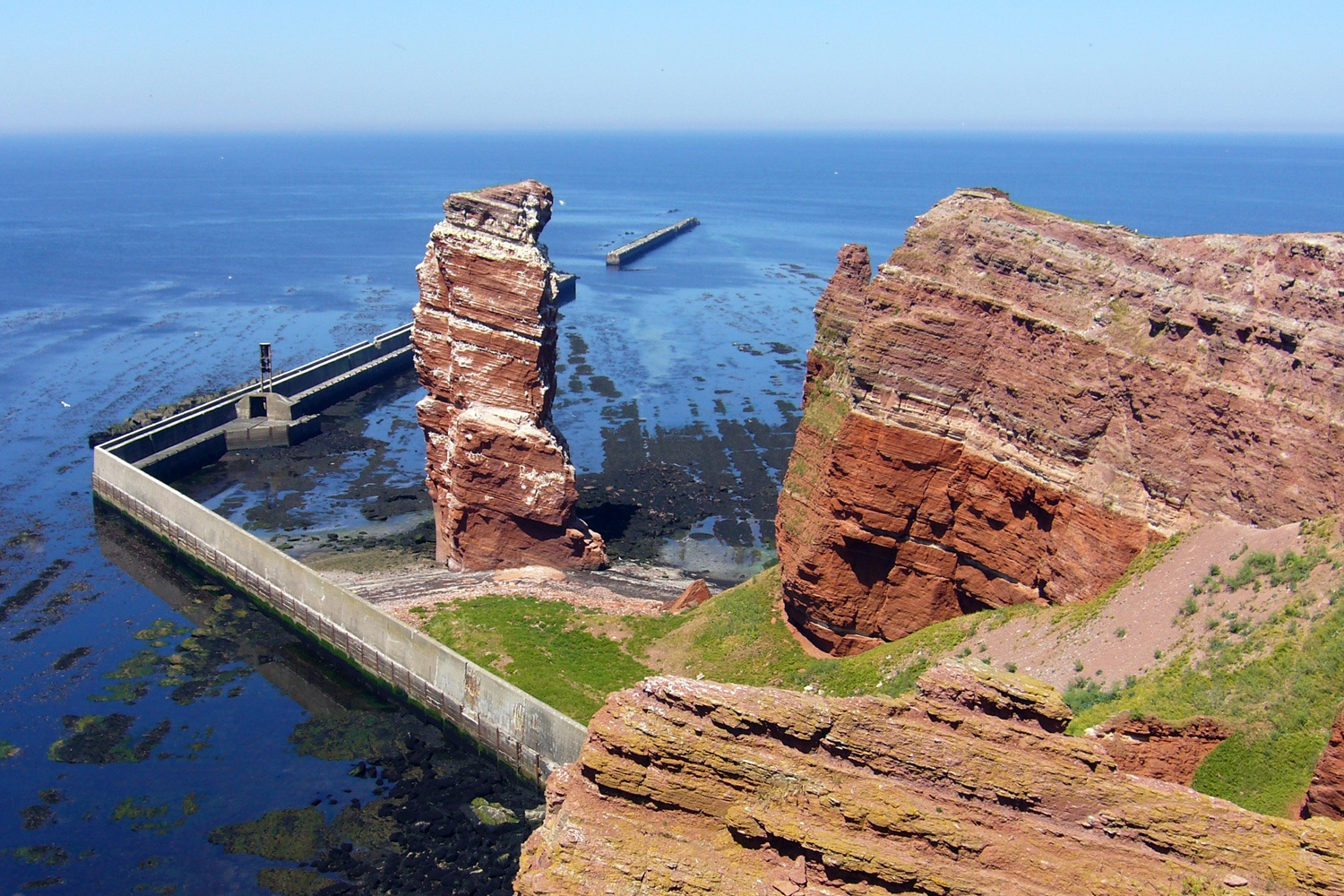
Lange Anna
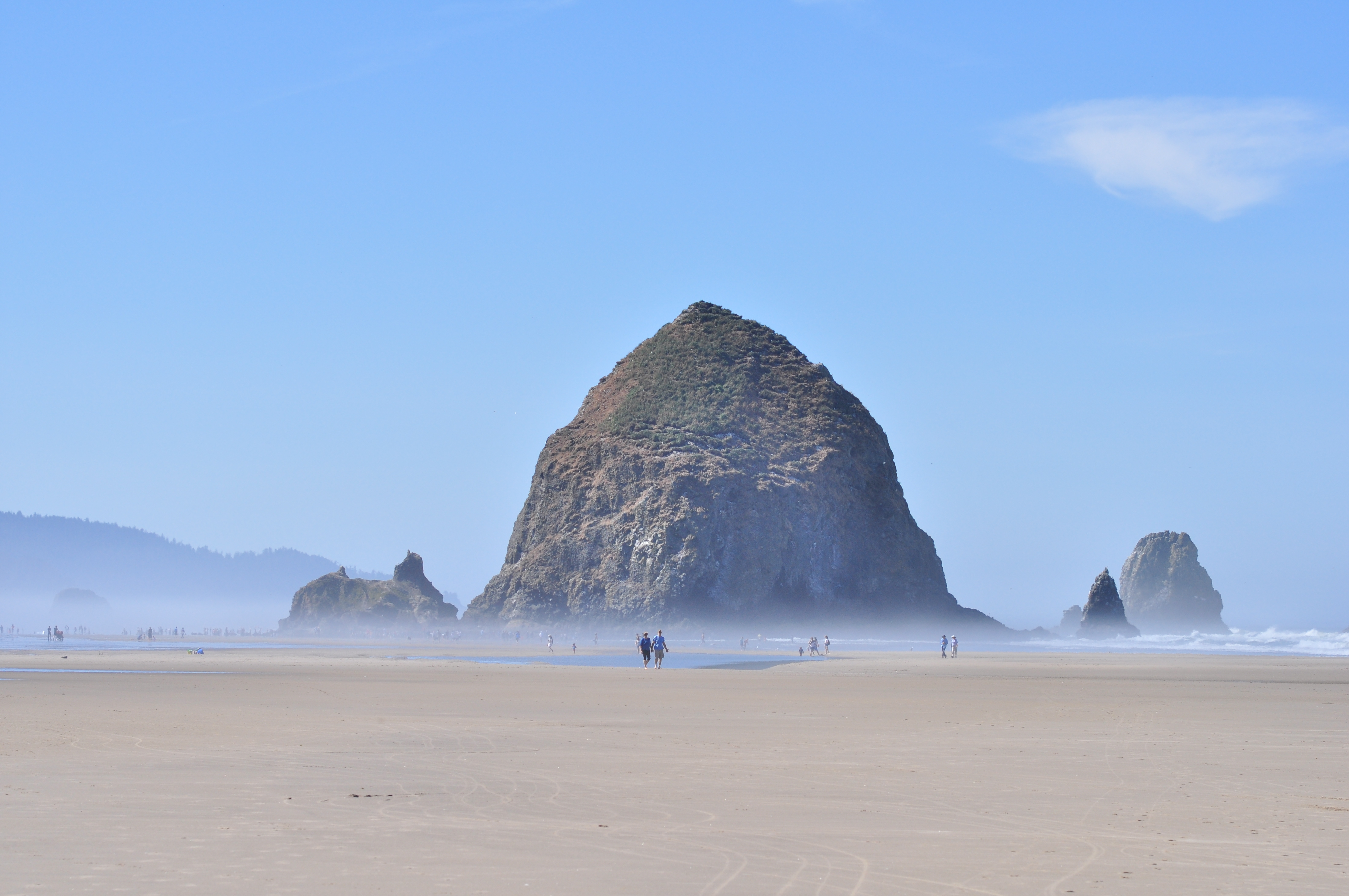
ヘイスタック・ロック
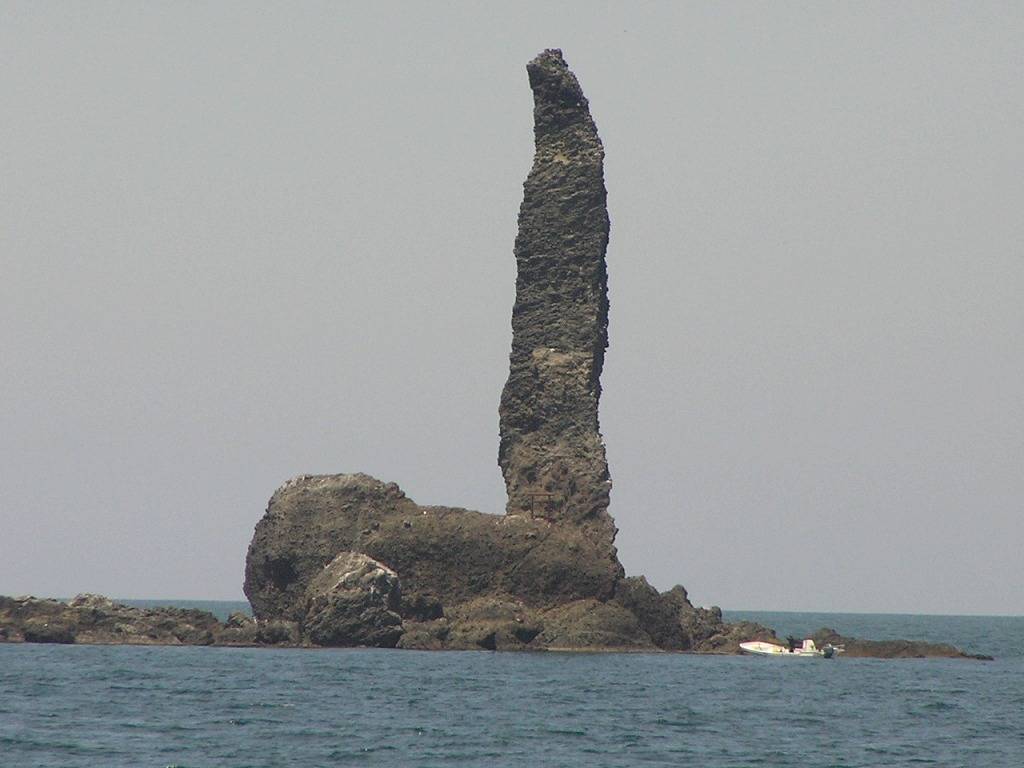
ローソク岩
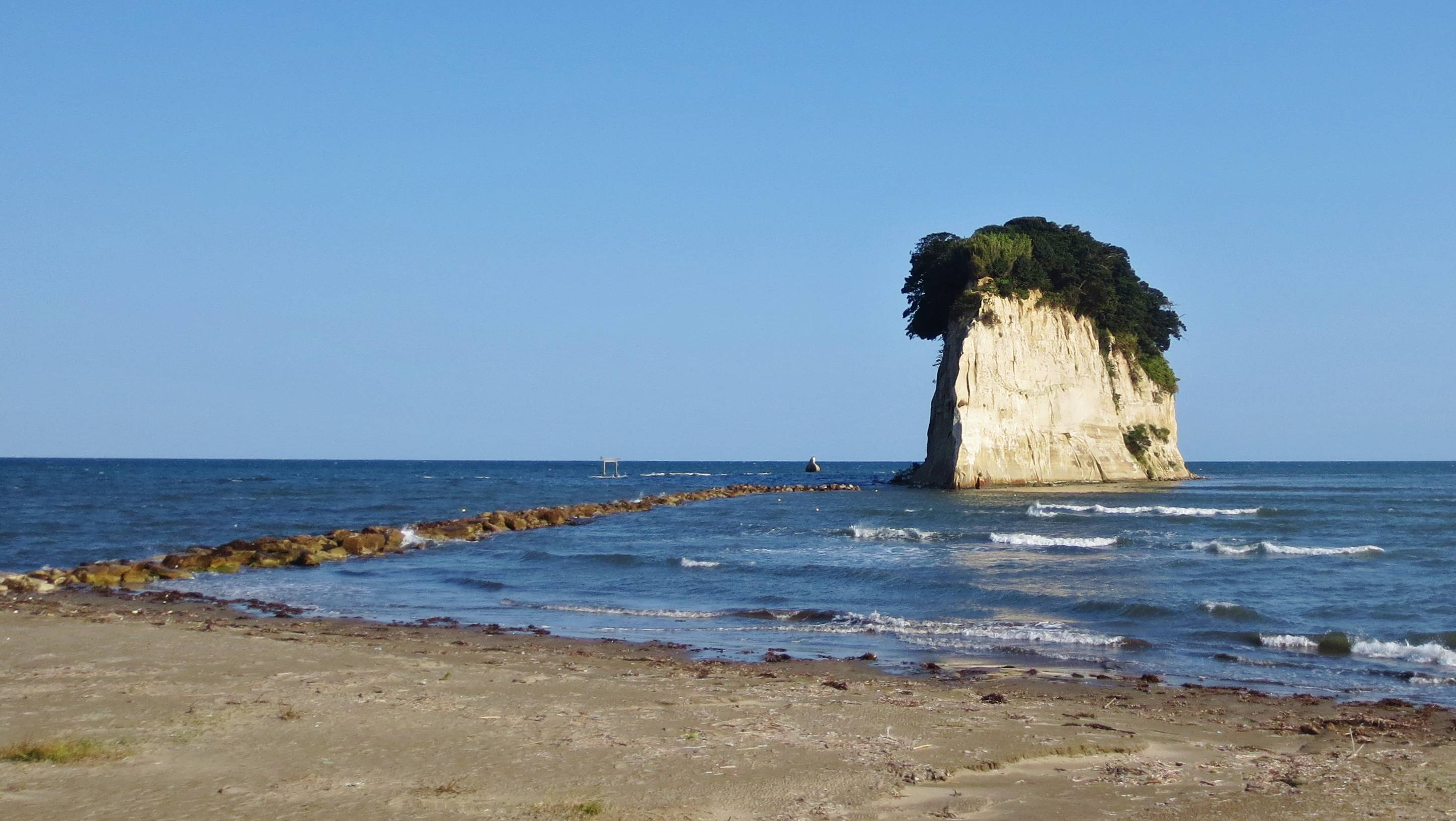
見附島